# Canton de Montceau-les-Mines-Nord
Le canton de Montceau-les-Mines-Nord est un ancien canton français situé dans le département de Saône-et-Loire et la région Bourgogne-Franche-Comté.

## Histoire
Le canton de Montceau-les-Mines-Nord a été créé par le décret du 2 août 1973 à la suite du démantèlement de l'ancien canton de Montceau-les-Mines.
Il a été supprimé par le décret du 18 février 2014 et son territoire a été intégré dans le nouveau canton de Montceau-les-Mines.

## Représentation
| Période | Période      | Identité         | Étiquette    | Qualité |
| ------- | ------------ | ---------------- | ------------ | --- |
| 1973    | 1979         | André Triboulin  | UDR puis UDF | Professeur puis principal adjoint du collège Jean-Moulin à Montceau-les-Mines. Conseiller municipal, adjoint au maire, conseiller général, conseiller régional. Membre de l'ordre des Palmes académiques. Récipiendaire de la médaille de la jeunesse et des sports.                                                                         |
| 1979    | 1984 (décès) | André Lotte      | PS           | Secrétaire général de communauté urbaine Député de 1981 à 1984 |
| 1984    | 1992         | André Jarrot     | RPR          | Mécanicien-électricien Maire de Lux (1953-1965) Maire de Montceau-les-Mines (1965-1986) Président de la Communauté urbaine Creusot-Montceau (1970-1977) Ancien conseiller général du Canton de Chalon-sur-Saône-Sud (1967-1979) Député (1958-1974, 1978-1981, et 1986) Sénateur (1986-1995) Député européen (1962-1974) Ministre (1974-1976) |
| 1992    | 1998         | Michel Thomas    | RPR          | Médecin Maire de Montceau-les-Mines (1987-1995) |
| 1998    | 2011         | Alice Besseyrias | PS           | Proviseur de lycée Adjointe au maire de Montceau-les-Mines (1995 - 2008) |
| 2011    | 2015         | Laurent Selvez   | PS           | Professeur Adjoint au maire de Montceau-les-Mines |

## Composition
| Nom                            | Code Insee | Intercommunalité    | Population (dernière pop. légale)               |
| ------------------------------ | ---------- | ------------------- | ----------------------------------------------- |
| Montceau-les-Mines (chef-lieu) | 71306      | CU Creusot Montceau | Fraction : 15 703(2012) Commune : 18 902 (2014) |

## Démographie
| 1962 | 1968 | 1975 | 1982 | 1990 | 1999   | 2007   |
| ---- | ---- | ---- | ---- | ---- | ------ | ------ |
| -    | -    | -    | -    | -    | 16 780 | 16 275 |